# گونتر فیلمان
گونتر فیلمان (انگلیسی: Günther Fielmann؛ زادهٔ ۱۷ سپتامبر ۱۹۳۹) کارآفرین، مدیر ارشد اجرایی و سرمایه‌دار اهل آلمان است، که بعنوان بنیانگذار و مدیرعامل شرکت فیلمان فعالیت می‌کند.